# 天船增八
鹿豹座2，又名BD+53 794，HD 29316、SAO 24744、HR 1466，是鹿豹座的一颗恒星，视星等为5.35，位于銀經153.03，銀緯4.53，其B1900.0坐标为赤經4h 32m 2.4s，赤緯+53° 4.53′ 34″。